# Parafia Wniebowzięcia Najświętszej Maryi Panny w Truskawcu
Parafia Wniebowzięcia Najświętszej Maryi Panny w Truskawcu – rzymskokatolicka parafia znajdująca się w Truskawcu, w archidiecezji lwowskiej, w dekanacie Stryj, na Ukrainie. Parafię prowadzą Misjonarze Klaretyni.

## Historia
Początkowo Truskawiec należał do parafii św. Bartłomieja w Drohobyczu. W 1859 wybudowano kaplicę dla mieszkańców i wczasowiczów. Została ona konsekrowana przez biskupa przemyskiego Adama Jasińskiego. W latach 1912–1913 została rozbudowana i ponownie konsekrowana 11 lipca 1914 przez bpa przemyskiego Józefa Sebastiana Pelczara. 5 lutego 1938 dekretem bpa przemyskiego Franciszka Bardy została erygowana parafia. 
Do 1944 roku w kościele trwał kult cudownego Obrazu Matki Boskiej z XVII wieku, za którego wstawiennictwem wierni zostali cudownie uratowani w kościele podczas napadu UPA. Polacy wyjeżdżając zabrali obraz do Polski.
Po II wojnie światowej Truskawiec znalazł się w granicach Związku Socjalistycznych Republik Radzieckich. Władze znacjonalizowały kościół, który w kolejnych latach popadł w ruinę. Po rozpadzie ZSRR zrujnowany budynek został oddany wiernym. Został odbudowany i w 2002 ponownie poświęcony.